# We Came as Romans (álbum)
We Came as Romans es el cuarto álbum de estudio de la banda estadounidense de metalcore We Came as Romans. Fue lanzado el 24 de julio de 2015 a través de Equal Vision Records. Al igual que con Tracing Back Roots, el álbum continúa viendo una salida del sonido metalcore de la banda que se encuentra en sus álbumes anteriores, a favor de un sonido de rock melódico. Este es el último álbum que presenta al baterista Eric Choi antes de su salida de la banda a principios de octubre de 2016. Este es también el último álbum de la banda en Equal Vision Records.
El álbum vendió 22,600 copias en su primera semana, siendo considerado un lanzamiento sólido a pesar de vender menos que su disco de 2013, Tracing Back Roots, que vendió más de 26,500 copias en su semana de debut.

## Antecedentes y lanzamiento
El cantante Dave Stephens ha dicho que la composición fue muy intensa con el nuevo productor David Bendeth. Se escribieron 40 canciones para el álbum, pero solo 10 llegaron a la lista final de canciones. La pintura de la portada del álbum fue realizada por Paul Romano, quien también creó la portada de los primeros tres álbumes To Plant a Seed (2009), Understanding What We've Grown to Be (2011) y Tracing Back Roots (2013).
El primer sencillo del álbum, "The World I Used to Know", fue lanzado el 26 de mayo de 2015.

## Recepción y crítica
We Came as Romans recibió críticas mixtas de críticos y fanáticos, principalmente debido a su desviación del sonido metalcore de sus álbumes anteriores. Al premiar el álbum con cuatro estrellas de Alternative Press, Mischa Pearlman afirma: "Las 10 canciones están llenas de ganchos pegadizos que no son pop completo, pero tampoco están demasiado lejos ... We Came As Romans le da peso a el lustroso brillo de las canciones que, de otro modo, podrían descartarse por ser demasiado ingeniosas y superficiales".
CrypticRock otorgó al álbum una puntuación de 3.5/5, afirmando que "en general, We Came As Romans es un álbum decente. Orientado a ampliar sus horizontes, el álbum muestra muchos cambios en el estilo de la banda. El trabajo puede estar un poco inseguro de la nueva dirección, todavía vale la pena escucharlo para quizás expandir sus propios horizontes".
Una crítica mordaz de la revista New Noise dijo que "tener dos canciones destacadas nunca es suficiente para llevar un álbum completo. Si We Came As Romans hubiera seguido los caminos que ellos mismos habían establecido con "Tear It Down" y "12:30" este el disco puede haberse destacado más y no haber reflejado una plétora de canciones comerciales perezosas ". Otros comentarios negativos surgieron de la percepción de un lirismo pobre, y la reseña indicaba que "temas como" Memories" se sienten insípidos y sin inspiración con voces limpias y sostenidas, riffs de rock alternativo de principios de la década de 2000 y letras olvidables como" No hay nada que nos impida a ti y a mí hacer todo estos recuerdos". De hecho, hay momentos en este álbum en los que realmente quería tirar el disco por la ventana, si no hubiera sido una descarga digital".

## Lista de canciones
| N.º | Título                     | Duración |  |
| 1.  | «Regenerate»               | 3:47     |  |
| 2.  | «Who Will Pray?»           | 3:23     |  |
| 3.  | «The World I Used to Know» | 3:14     |  |
| 4.  | «Memories»                 | 2:58     |  |
| 5.  | «Tear It Down»             | 3:23     |  |
| 6.  | «Blur»                     | 3:14     |  |
| 7.  | «Savior of the Week»       | 3:16     |  |
| 8.  | «Flatline»                 | 3:26     |  |
| 9.  | «Defiance»                 | 3:00     |  |
| 10. | «12:30»                    | 3:52     |  |

Bonus tracks
| Target bonus tracks |                       |          |  |
| N.º                 | Título                | Duración |  |
| 11.                 | «One Way Ticket»      | 3:30     |  |
| 12.                 | «Hope» (acústico)     | 4:04     |  |
| 13.                 | «A Moment» (acústico) | 4:00     |  |

## Posicionamiento en lista
| Lista (2015)                    | Posiciones |
| ------------------------------- | ---------- |
| Australia (ARIA)                | 29         |
| Alemania (Media Control Charts) | 82         |
| Estados Unidos (Billboard 200)  | 11         |